# Monfort
Monfort è un comune francese di 486 abitanti situato nel dipartimento del Gers nella regione dell'Occitania.

## Edifici storici
- Il castello d'Esclignac, molto scenografico

## Società

### Evoluzione demografica
Abitanti censiti